# Alfred von Briesen
Alfred von Briesen (29 tháng 7 năm 1849 – 12 tháng 11 năm 1914 tại Wloclawek) là một sĩ quan quân đội Phổ, đã tham gia trong cuộc Chiến tranh Pháp-Đức (1870 – 1871) và được phong quân hàm Thượng tướng Bộ binh trong cuộc Chiến tranh thế giới thứ nhất (1914 – 1918).

## Tiểu sử

### Sự nghiệp quân sự
Từng là một đại tá trong Trung đoàn Bắn súng hỏa mai "Vương hậu Viktoria của Thụy Điển" (Pommern) số 34 tại thành phố Stettin, ông đã được bổ nhiệm làm Lữ trưởng của Lữ đoàn Bộ binh số 71 tại Danzig vào ngày 22 tháng 3 năm 1903, và không lâu sau đó ông lên quân hàm Thiếu tướng. Đến ngày 16 tháng 10 năm 1906, ông được thăng cấp Trung tướng và giữ chức vụ Sư trưởng của Sư đoàn số 35 ở Graudenz cho đến khi xuất ngũ vào năm 1910. Khi rời khỏi quân ngũ, ông được phong cấp bậc danh dự (Charakter) Thượng tướng Bộ binh.
Khi cuộc Chiến tranh thế giới thứ nhất bùng nổ, ông được triệu hồi trở lại Quân đội Đức. Tại Wloclawek, trên Mặt trận phía Đông, với cương vị là Tư lệnh của Sư đoàn Trừ bị số 49 của Quân đoàn Trừ bị I, một phần thuộc Tập đoàn quân số 9, ông đã thiệt mạng trong trận chiến Łódź. Trận đánh kết thúc vào tháng 12 năm 1914 với thắng lợi chiến lược của người Đức.

### Gia đình
Ông đã kết hôn với bà Olga, tên khai sinh von Kleist. Người con trai của ông, Kurt von Briesen (1886 – 1941), về sau cũng là một Thượng tướng Bộ binh.

## Tặng thưởng
- Huân chương Đại bàng Đỏ hạng II kèm theo Ngôi sao và Bó sồi [3]
- Huân chương Vương miện hạng II [3]
- Huân chương Thập tự Sắt (1870) hạng II [3]
- Giải thưởng phục vụ của Phổ (Preußisches Dienstauszeichnungskreuz) [3]
- Đại Chỉ huy của Huân chương Franz Joseph [3]

## Tác phẩm
- Das Garnison-Kriegsspiel auf kriegsgeschichtlicher Grundlage, Voss Verlag, 1913.